# Ґурба (Польща)
Ґурба (пол. Gurba) — село в Польщі, у гміні Мщонув Жирардовського повіту Мазовецького воєводства.
Населення — 55 осіб (2011).
У 1975-1998 роках село належало до Скерневицького воєводства.

## Демографія
Демографічна структура станом на 31 березня 2011 року:
|          | Загалом | Допрацездатний вік | Працездатний вік | Постпрацездатний вік |
| -------- | ------- | ------------------ | ---------------- | -------------------- |
| Чоловіки | 23      | 1                  | 18               | 4                    |
| Жінки    | 32      | 6                  | 19               | 7                    |
| Разом    | 55      | 7                  | 37               | 11                   |